# Cruz de Motupe (caserío)
Cruz de Motupe es un caserío peruano ubicado en el distrito de Sondorillo, perteneciente a la provincia de Huancabamba del departamento de Piura, al norte del Perú. 

## Ubicación
Cruz de Motupe se ubica al este de la provincia de Huancabamba, en el distrito de Sondorillo, en el departamento de Piura.

## Demografía
En 2017 Cruz de Motupe tenía una población de 107 habitantes.
| Gráfica de evolución demográfica de Cruz de Motupe entre 1993 y 2017 |
|                                                                      |
| Fuentes: Población 1993 y 2017                                       |